# Аржелес-Газост (коммуна)
Аржеле́с-Газо́ст (фр. Argelès-Gazost, окс. Argelèrs de Gasòst) — коммуна во Франции, находится в регионе Юг — Пиренеи. Департамент — Верхние Пиренеи. Административный центр кантона Аржелес-Газост. Округ коммуны — Аржелес-Газост.
Код INSEE коммуны — 65025.

## География

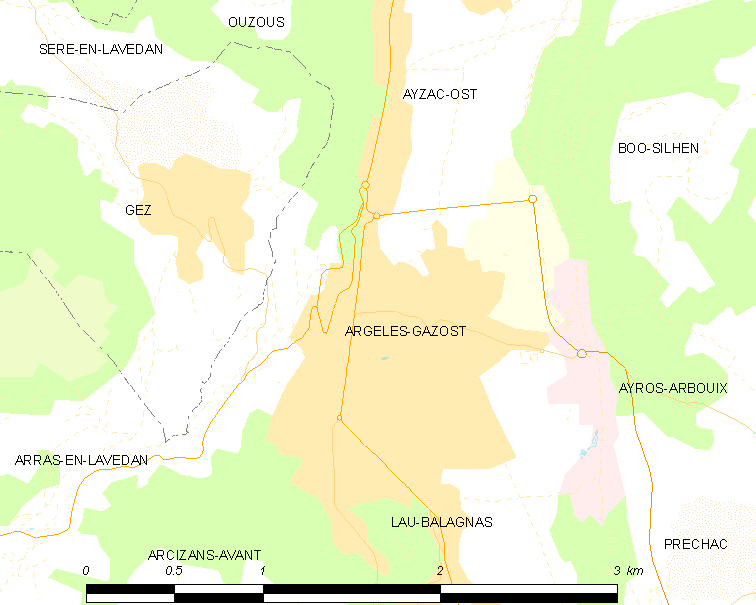
Карта коммуны

Коммуна расположена приблизительно в 680 км к югу от Парижа, в 145 км юго-западнее Тулузы, в 29 км к юго-западу от Тарба.
По территории коммуны протекают реки Гав-де-По и Гав-де-Котретс.

## Климат
Климат умеренно-океанический с солнечной тёплой погодой и обильными осадками на протяжении практически всего года.

## Население
Население коммуны на 2010 год составляло 3208 человек.
| 1962 | 1968 | 1975 | 1982 | 1990 | 1999 | 2010 |
| ---- | ---- | ---- | ---- | ---- | ---- | ---- |
| 3414 | 3629 | 3455 | 3304 | 3229 | 3245 | 3208 |

## Администрация
| Период | Период | Фамилия           | Партия                         | Примечания |
| ------ | ------ | ----------------- | ------------------------------ | ---------- |
| 1989   | 2008   | Робер Коль        | Союз за французскую демократию |            |
| 2008   | 2014   | Франсис Казенавет | беспартийный                   |            |
| 2014   | 2020   | Доминик Ру        |                                |            |

## Экономика
В 2010 году среди 1818 человек трудоспособного возраста (15-64 лет) 1349 были экономически активными, 469 — неактивными (показатель активности — 74,2 %, в 1999 году было 68,6 %). Из 1349 активных жителей работали 1179 человек (600 мужчин и 579 женщин), безработных было 170 (75 мужчин и 95 женщин). Среди 469 неактивных 118 человек были учениками или студентами, 197 — пенсионерами, 154 были неактивными по другим причинам.

## Достопримечательности
- Замок Урут (XV век). Исторический памятник с 1995 года[4]
- Башня Вьёзак (XIV век)[5]
- Башня Мандень (XVIII век)
- Церковь Св. Сатурнина (XIX век)
- Метеорологический лицей (1955 год). Исторический памятник с 2008 года[6]

## Фотогалерея

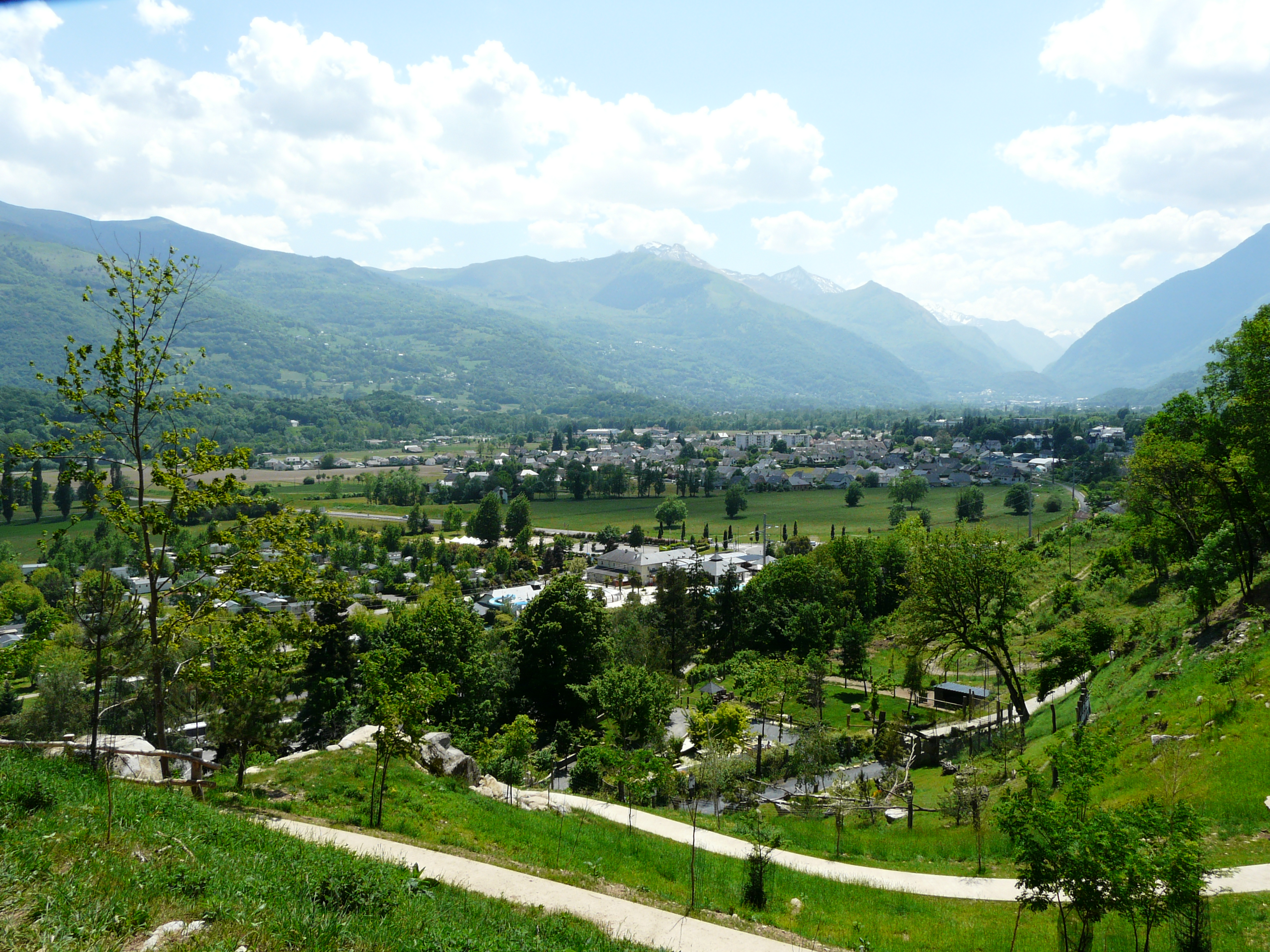
Аржелес-Газост
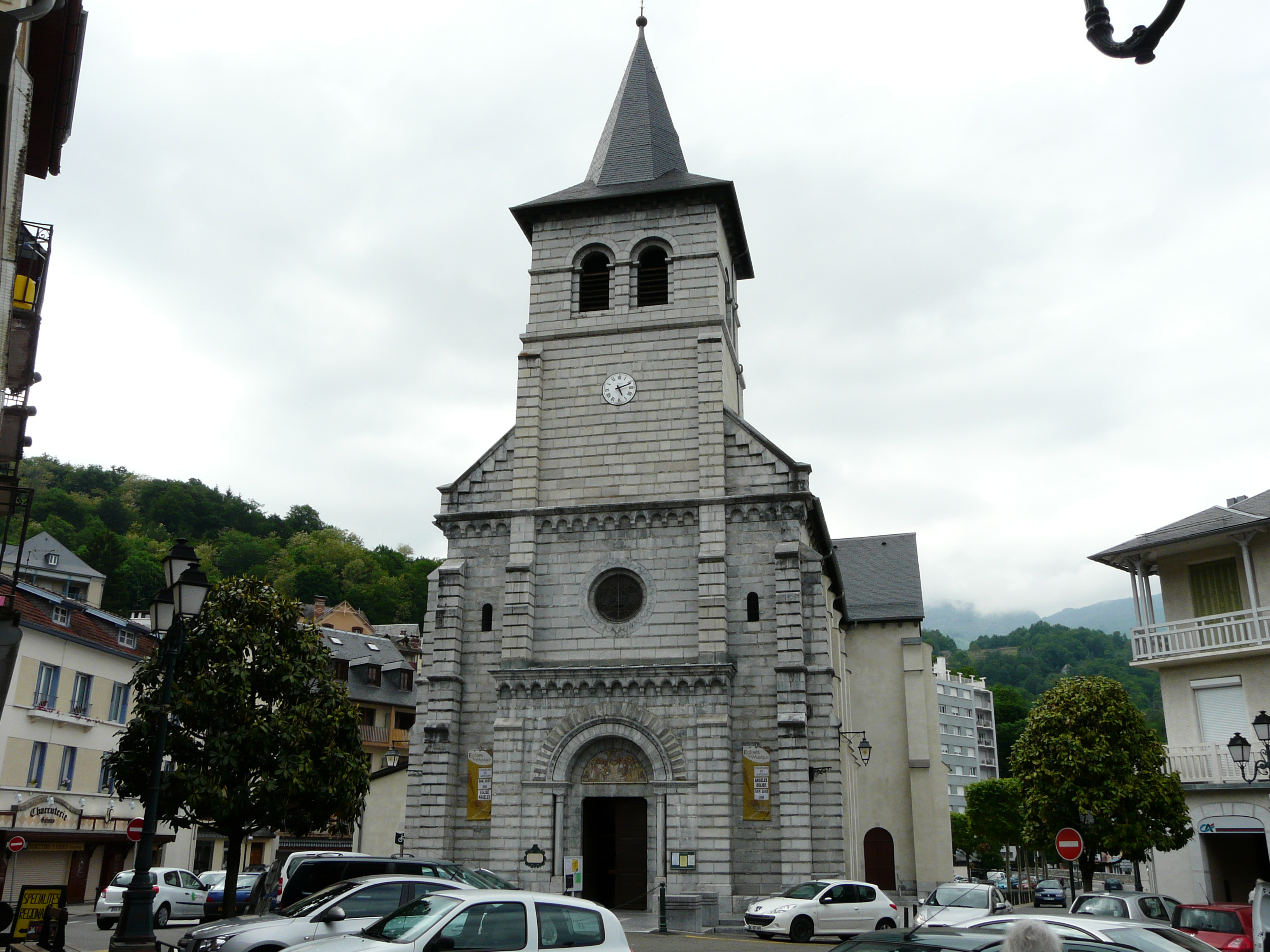
Церковь Св. Сатурнина
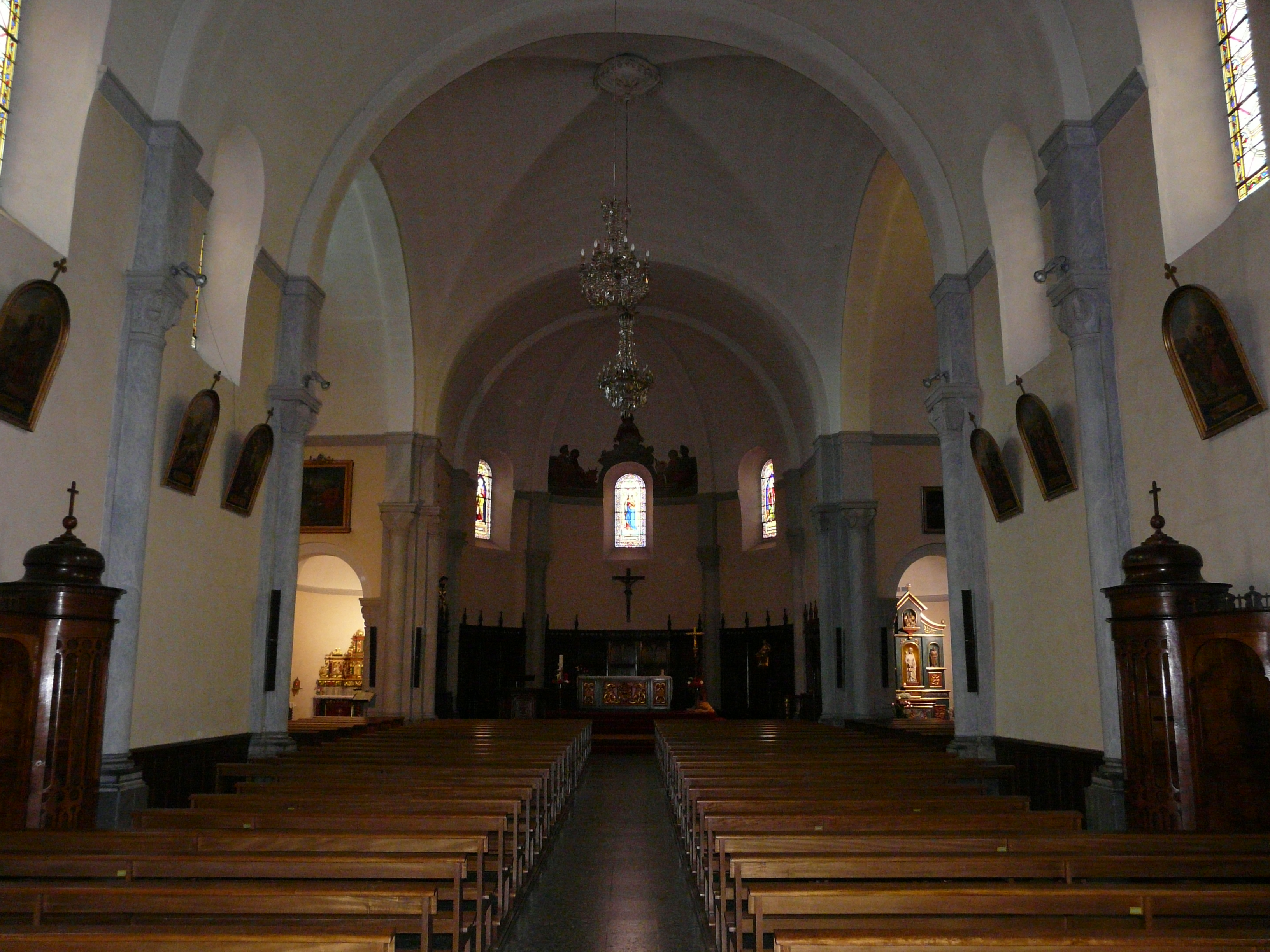
Интерьер церкви Св. Сатурнина
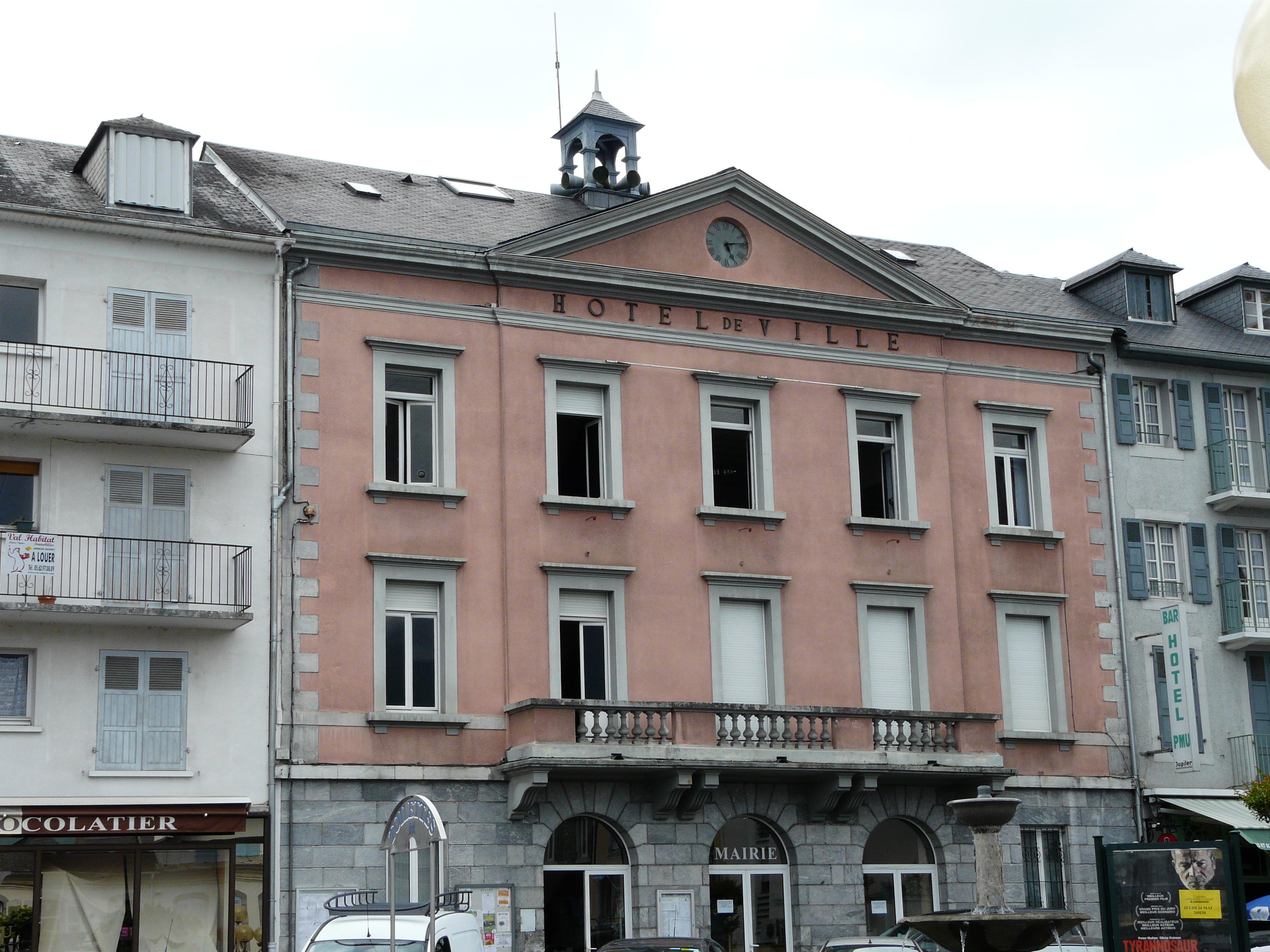
Мэрия
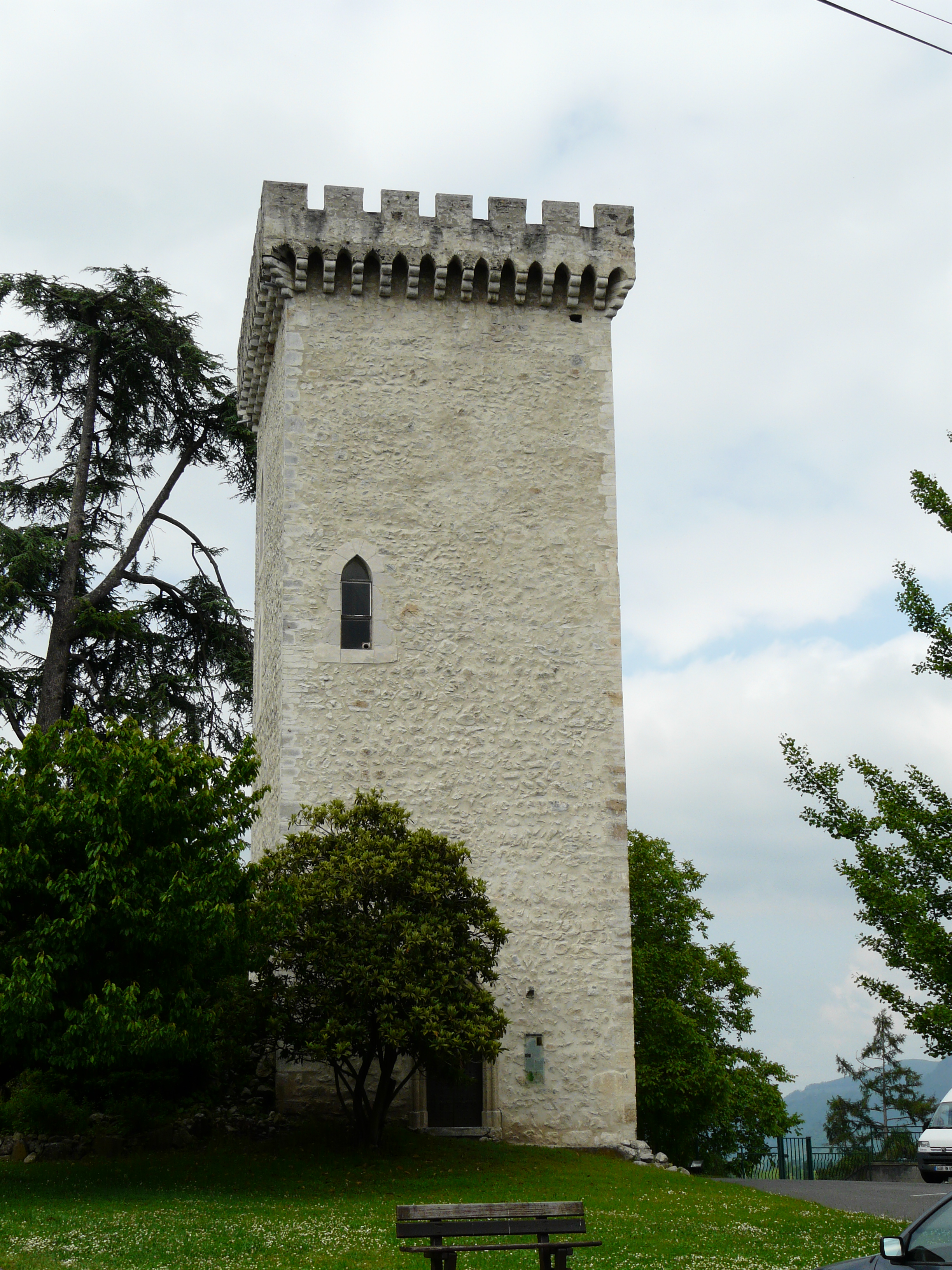
Башня Вьёзак
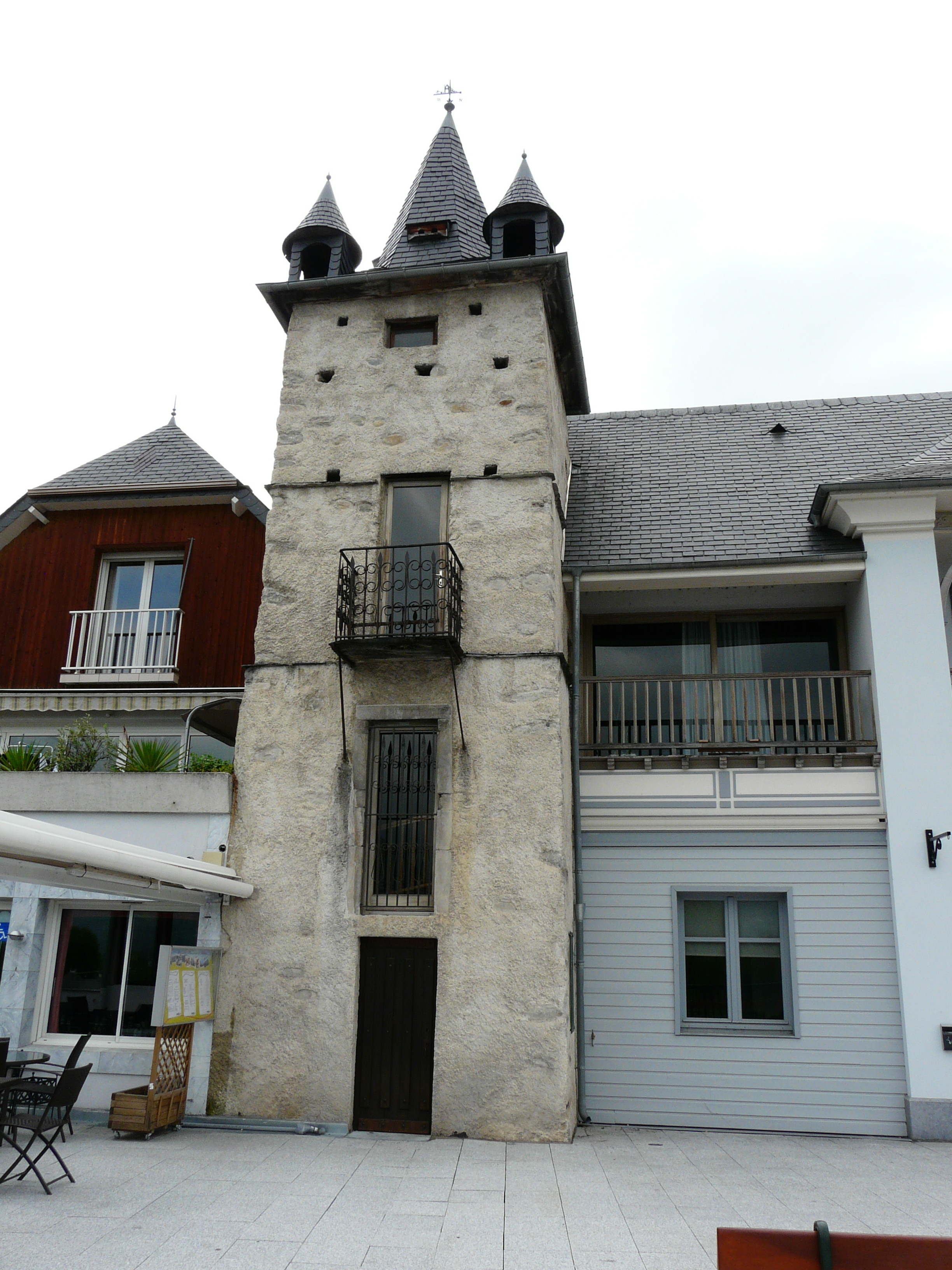
Башня Мандень
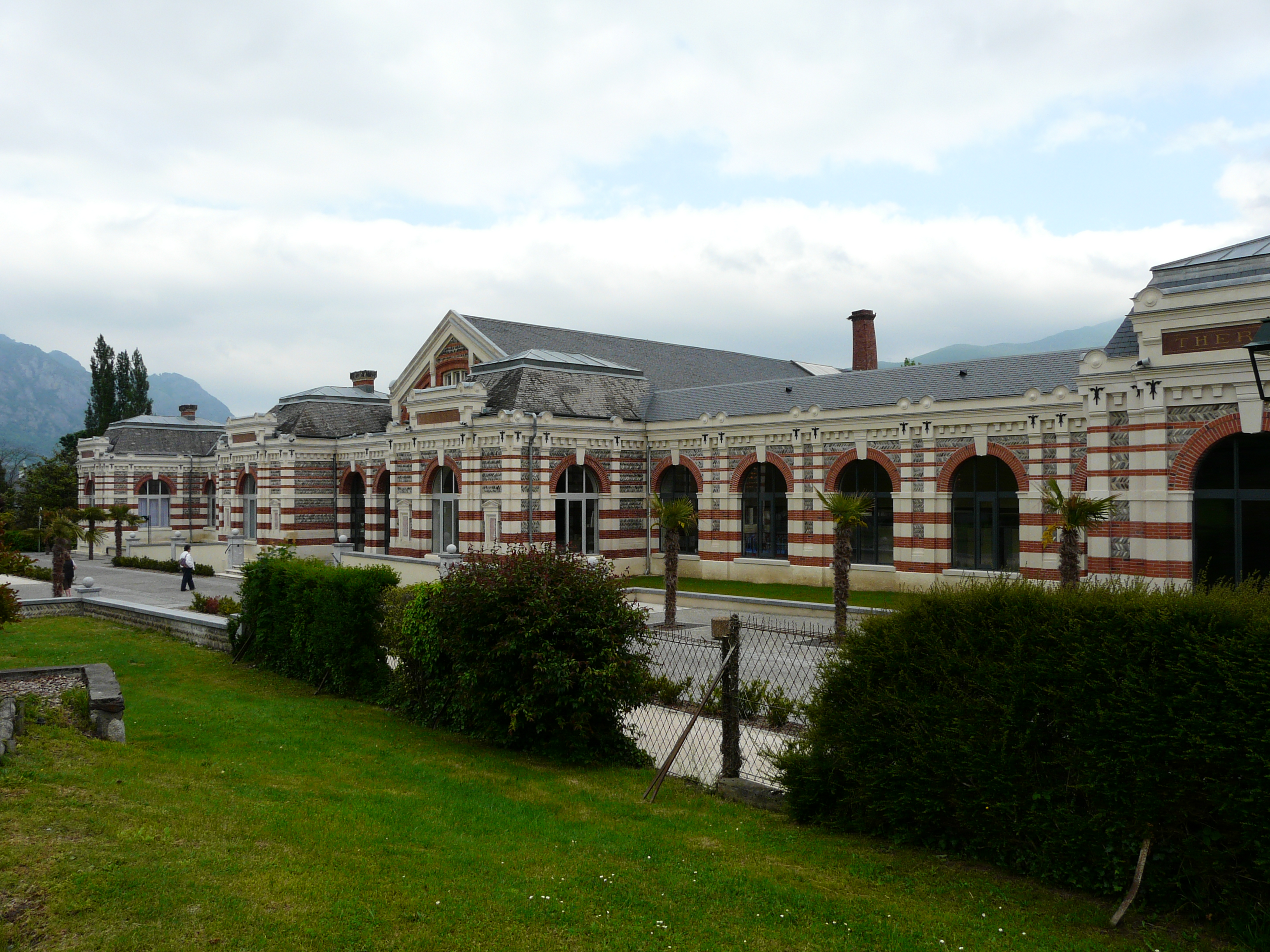
Термы
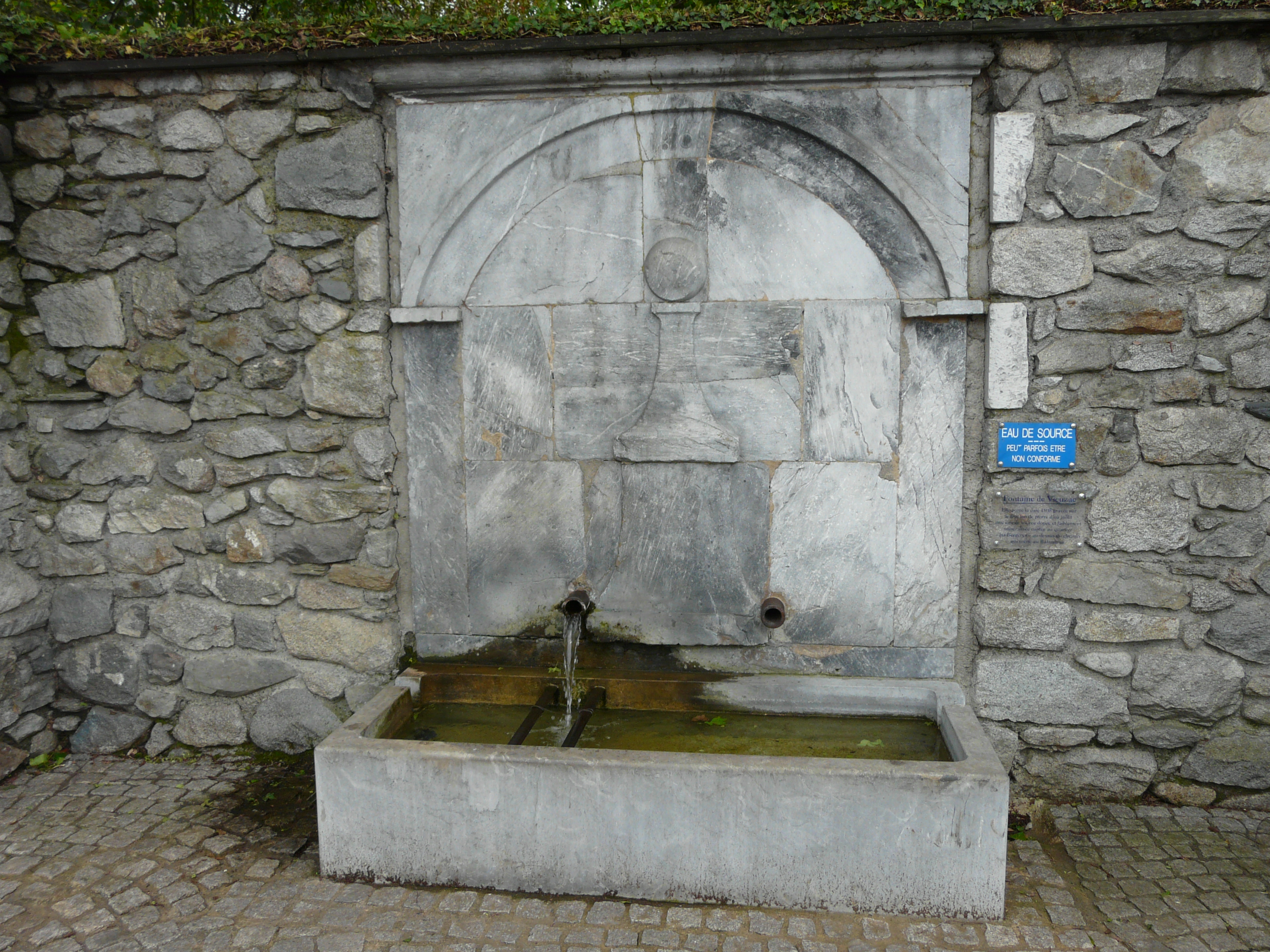
Фонтан Вьёзак
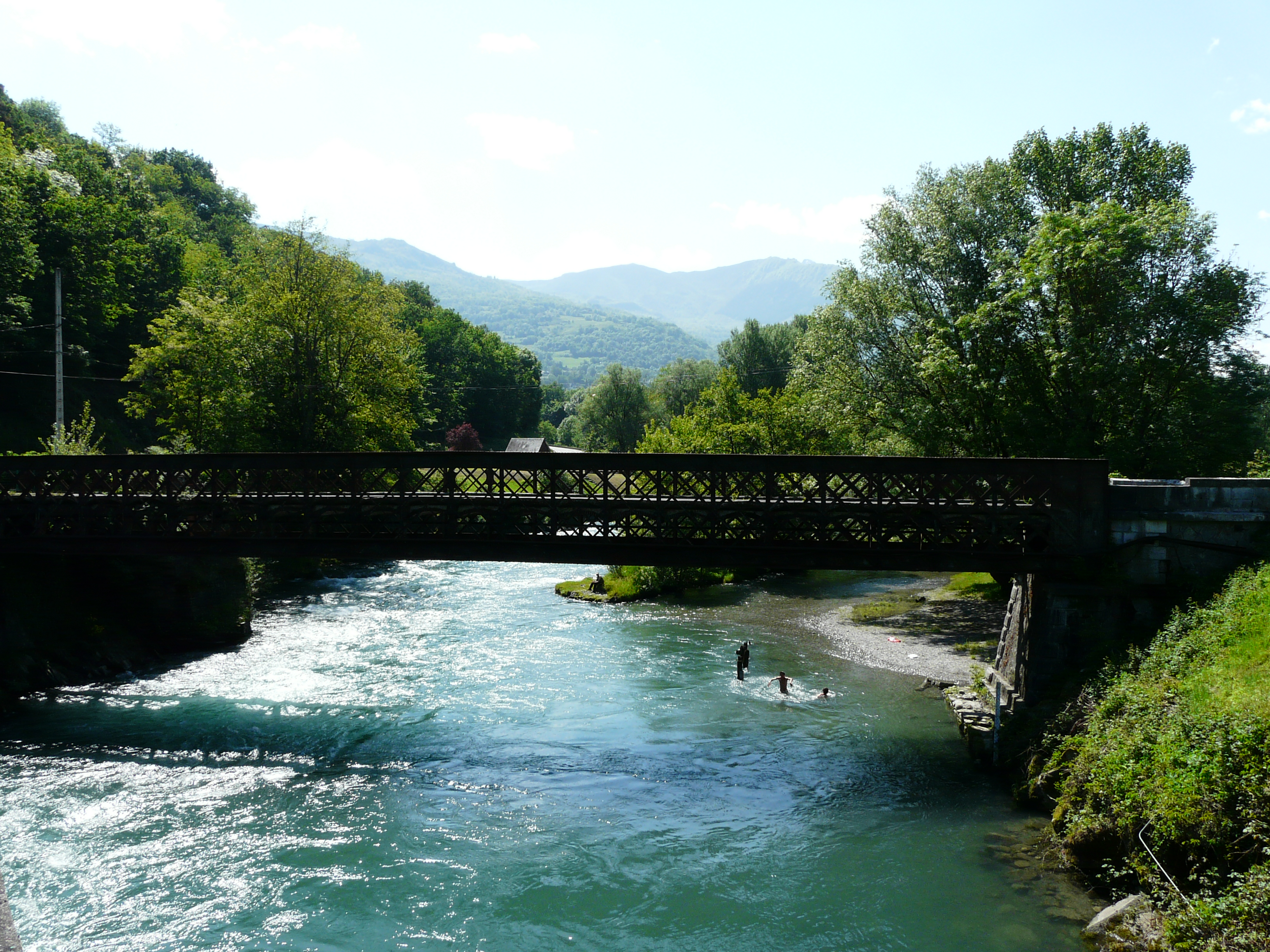
Мост через реку Гав-де-По